# Aleixo Ducas Filantropeno

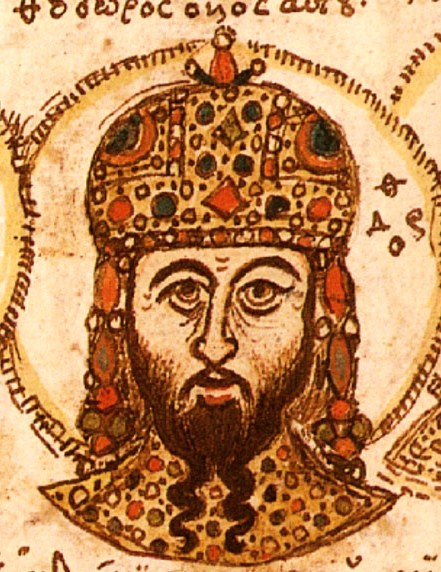
Iluminura de r.

Aleixo Ducas Filantropeno (em grego: Ἀλέξιος Δούκας Φιλανθρωπηνός; romaniz.: Alexios Doukas Philanthropenos; falecido c. 1275) foi um nome e distinto almirante, com a patente de protoestrator e depois mega-duque, durante o reinado de Miguel VIII Paleólogo (r. 1259–1282). Aleixo teve uma filha, Maria, que casou-se com o protovestiário Miguel Tarcaniota. O segundo filho deles foi o pincerna Aleixo Filantropeno, um proeminente general que ganhou várias batalhas contra os turcos, e que liderou uma rebelião fracassada contra Andrônico II Paleólogo (r. 1282–1328) em 1295.

## Biografia
Aleixo é o primeiro membro importante da família Filantropeno mencionada nas fontes. Ele primeiro apareceu na história de Jorge Acropolita no outono de 1255 como um comandante militar na região de Ácrida - talvez como governador (duque) do tema local - durante as guerras de Teodoro II Láscaris (r. 1254–1258) contra os búlgaros.
Durante a década de 1260, Filantropeno conteve o título de protoestrator. Teoricamente, ele foi subordinado do mega-duque Miguel Láscaris, mas o último estava velho e enfermo, e Filantropeno exerceu o comando de facto da marinha bizantina. Em 1262 ou 1263, logo após a recaptura de Constantinopla dos latinos, o imperador Miguel VIII Paleólogo enviou-o para invadir as possessões latinas no mar Egeu. Esta foi a primeira expedição realizada pela recentemente expandida e reorganizada marinha paleóloga, e os navios de Filantropeno foram tripulados pelos novos corpos de gasmulos (gasmouloi) e prosalentas (prosalentai). Os bizantinos invadiram e saquearam as ilhas de Paros, Naxos e Cós, bem como as cidades de Caristo e Oreos no Negroponte (Eubeia), antes da partida para o sul para apoiar as operações de uma força expedicionária que desembarcou em Monemvasia contra o Principado da Acaia.
Em 1270 ele foi possivelmente o general que comandou o exército que desembarcou em Monemvasia, e nos anos seguintes operou na Moreia contra os aqueus. Ambos os lados neste conflito evitaram um conflito direto potencialmente desastroso, deste modo investiram em ataques a fim de saquear e devastar o território do adversário. Durante a década de 1270, Filantropeno levou sua frota várias vezes contra os latinos, apoiando Licário, um vassalo imperial, e Negroponte, e participando da grande vitória naval bizantina na batalha de Demétrias, durante qual ele foi gravemente ferido. Por seu sucesso, ele foi elevado à categoria de mega-duque, agora vago após a morte de Miguel Láscaris. Filantropeno morreu cerca de 1275 e foi sucedido como mega-duque por Licário.